# Notonuncia diversa
Notonuncia diversa is een hooiwagen uit de familie Triaenonychidae.